# Пурин
Пурин је хетероциклично, ароматско органско једињење, које се састоји од кондензованих прстена пиримидина и имидазола.
Генерални назив „ пурини” се односи на супституисане пурине и њихове таутомере. Две базе у нуклеинским киселинама, аденин (6-аминопурин) и гуанин (2-амино-6-оксипурин), спадају у пурине (пуринске базе). У ДНК, ове базе формирају водоничне везе са својим комплементарним пиримидинским базама, тимином и цитозином. У РНК, комплементарно једињење аденину је урацил, уместо тимина.
| Хемијска структура аденина | Хемијска структура гуанина |
| Аденин                     | Гуанин                     |

Остали значајни пурини су ксантин (2,6'-диоксипурин), хипоксантин (6-оксипурин), теобромин (3,7-диметилксантин), кофеин (1,3,7-триметилксантин) и мокраћна киселина (2,6,8-триоксипурин).
Метиловани ксантини (теофилин, теобромин, кофеин) се налазе у разним пићима справљеним од биљака - у кафи, (црном) чају, гуарани, матеу. 
Пурини су биохемијски веома значајна једињења, пре свега као компоненте ДНК и РНК, али се такође налазе и у низу других биохемијских једињења, као што су АТП (аденозин трифосфат), ГТП (гуанозин трифосфат), циклични АМП (циклични аденозин монофосфат), НАДХ (никотинамид аденин динуклеотид) и коензим А.
Код свих ових једињења важну улогу играју њихове таутомерне структуре.
Такође треба поменути и феноксазин и фенотиазин, као деривате пурина, који представљају основне супстанце из којих се изводе неке боје и лекови. Од деривата фенотиазина познато је метиленско плаво.
Немачки хемичар Емил Фишер (Emil Fischer) дао је име пуринима 1884. године. Он их је 1898. године синтетисао и показао да пурини представљају засебну групу хемијских једињења.